# Gabriel Fabella
Gabriel Fabella (Banton, 18 maart 1898 – Manilla, 29 januari 1982) was een Filipijns historicus en politicus. Fabella werd onder meer bekend als degene die verantwoordelijk was voor de verplaatsing van de Filipijnse onafhankelijkheidsdag van 4 juli naar 12 juni.

## Biografie
Gabriel Fabella werd geboren in 18 maart 1898 in Banton in de Filipijnse provincie Romblon. Zijn ouders waren Maximo Fabella en Rafaella Fabrero. Hij behaalde zijn Bachelor of Arts, Bachelor of Science in Education, Master of Science en een High School Teachers Certificate aan de University of the Philippines (UP). Tevens voltooide hij een Bachelor-opleiding rechten aan de National Law College.
Fabella gaf les aan diverse middelbare scholen. Vanaf 1924 werkte Fabella aan de Faculteit geschiedenis van de UP. Hij doceerde 11 jaar lang geschiedenis. Na de tweede wereldoorlog werd hij uiteindelijk aangesteld als professor geschiedenis.
In 1935 werd zijn academische carrière tijdelijk onderbroken door een politieke intermezzo, toen Fabella namens Romblon gekozen tot afgevaardigde in de Nationale Assemblee van de Filipijnen, het parlement van het Gemenebest van de Filipijnen in de periode van 1935 tot 1941. Hij versloeg bij de verkiezingen Leonardo Festin, een van de politieke leiders van de provincie in die tijd. Zijn termijn in de Assemblee duurde tot 1938.
Na de Tweede Wereldoorlog zette Fabella zich in om de Filipijnse onafhankelijkheidsdag te verplaatsen van 4 juli naar 12 juni, de datum dat president Emilio Aguinaldo in Kawit de Filipijnse onafhankelijkheid uitriep. Dit voorstel werd in 1962 uiteindelijk door president Diosdado Macapagal doorgevoerd. Ook was Fabella in 1955 een van de oprichters van de Philippine Historical Association.
Na zijn pensionering als professor aan de UP doceerde Fabella nog aan onderwijsinstellingen als de Manila Law School en de Police and Detective Academy. Ook schreef hij Fabello enkele boeken: Rizal the Historian and other Essays, Harvest at Random, Hellenic Civilization en Roman Civilization. Fabello was ook oprichter van diverse scholen, zoals Banton High School, Romblon College, Tablas Academy en Roosevelt Memorial College.
Fabella overleed in 1982 op 83-jarige leeftijd. Hij was getrouwd met Maura Padian en kreeg met haar tien kinderen.